# Ludwig Blomstrand
Ludwig Blomstrand (* 8. März 1993 in Uppsala) ist ein schwedischer Eishockeyspieler, der seit April 2023 erneut beim Södertälje SK aus der HockeyAllsvenskan unter Vertrag steht und seit Oktober 2024 auf Leihbasis für den Ligakonkurrenten Nybro Vikings IF auf der Position des linken Flügelstürmers spielt. Zuvor war Blomstrand unter anderem für die Kalamazoo Wings aus der ECHL und den HC Plzeň 1929 aus der tschechischen Extraliga aktiv.

## Karriere
Ludwig Blomstrand begann seine Karriere als Eishockeyspieler in der Nachwuchsabteilung von Almtuna IS, in der er bis 2009 aktiv war. Anschließend wechselte der Flügelspieler in die Nachwuchsabteilung von Djurgårdens IF, für dessen Profimannschaft er in der Saison 2011/12 sein Debüt in der Elitserien, der höchsten schwedischen Spielklasse, gab. Zuvor war er bereits im NHL Entry Draft 2011 in der vierten Runde als insgesamt 120. Spieler von den Vancouver Canucks aus der National Hockey League (NHL) ausgewählt worden. Nach dem Abstieg seines Vereins in die zweitklassige HockeyAllsvenskan wurde Blomstrand innerhalb der Liga zu seinem früheren Jugendverein Almtuna IS transferiert. Dort erzielte er in 30 Spielen insgesamt 19 Scorerpunkte.
Am 18. März 2013 unterzeichnete der Flügelstürmer einen Einstiegsvertrag über drei Jahre mit den Vancouver Canucks und wechselte daraufhin nach Nordamerika. Dort wurde er zunächst bei den Chicago Wolves, dem Farmteam der Canucks, in der American Hockey League (AHL) eingesetzt. Auch die Saison 2013/14 begann er in der AHL, wo er für den neuen Kooperationspartner der Canucks, die Utica Comets, auflief. Nach sechs Spielen wurde er allerdings in die drittklassige ECHL zu den Kalamazoo Wings beordert. Der schwedische Flügelstürmer war bis zum Saisonende 2015/16 als Stammspieler bei den Kalamazoo Wings aktiv, bevor er sich zur Spielzeit 2016/17 seinem ehemaligen Verein Almtuna IS anschloss und für diesen in der Folge in der zweitklassigen HockeyAllsvenskan auf dem Eis stand.
Zur folgenden Saison wechselte der Stürmer zum Erstligisten Karlskrona HK, absolvierte für diesen jedoch lediglich zehn Spiele in der Svenska Hockeyligan (SHL). Bereits im Januar 2018 endete sein Engagement in Karlskrona, Blomstrand unterzeichnete anschließend einen Vertrag beim schwedischen Zweitligisten Södertälje SK. Dort war er insgesamt dreieinhalb Spielzeiten lang bis zum Sommer 2021 aktiv, ehe er eine neue Herausforderung suchte und zum HC Plzeň 1929 aus der tschechischen Extraliga wechselte. In Plzeň spielte der Schwede zwei Jahre, kehrte aber dann im Frühjahr 2023 nach Södertälje zurück. Nachdem er dort das erste Vertragsjahr absolviert hatte, wurde Blomstrand im Oktober 2024 an den Ligakonkurrenten Nybro Vikings IF ausgeliehen.

### International
Für Schweden nahm Blomstrand an der U18-Junioren-Weltmeisterschaft 2011 teil, bei der er mit seiner Mannschaft die Silbermedaille gewann. Blomstrand stand dabei in sechs Spielen im Einsatz, in denen er punkt- und straflos blieb.

## Erfolge und Auszeichnungen
- 2010 Schwedischer U18-Junioren-Vizemeister mit Djurgårdens IF
- 2011 Schwedischer U18-Junioren-Vizemeister mit Djurgårdens IF
- 2011 Silbermedaille bei der U18-Junioren-Weltmeisterschaft

## Karrierestatistik
Stand: Ende der Saison 2023/24

### International
Vertrat Schweden bei:
- U18-Junioren-Weltmeisterschaft 2011

(Legende zur Spielerstatistik: Sp oder GP = absolvierte Spiele; T oder G = erzielte Tore; V oder A = erzielte Assists; Pkt oder Pts = erzielte Scorerpunkte; SM oder PIM = erhaltene Strafminuten; +/− = Plus/Minus-Bilanz; PP = erzielte Überzahltore; SH = erzielte Unterzahltore; GW = erzielte Siegtore; 1 Play-downs/Relegation; Kursiv: Statistik nicht vollständig)